# Ibn Taghribirdi
 Ŷamāl al-Dīn Yūsuf b. al-Amīr Sayf al-Dīn Taġrī-Birdī  (جمال الدين يوسف بن الأمير سيف الدين تغري بردي) o Ibn Taghribirdi (1410-1470 AD/813-874 Hégira) era un historiador egipcio nacido en la elite de Mamelucos turca de El Cairo en el siglo XV. Estudió con al-Ayni y al-Maqrizi, dos de los más grandes historiadores y eruditos de El Cairo. Su obra más famosa es una crónica de varios volúmenes de Egipto y el sultanato mameluco llamado Nujum al-zahira fi muluk Misr wa'l-Qahira. Su estilo es de anales y da fechas precisas para la mayoría de los eventos, este formato deja en claro que Ibn Taghribirdi tenía un acceso privilegiado a los sultanes y sus registros.

## Obras
- Nujum al-zahira fi muluk Misr wa'l-Qahira. Esta crónica comienza con la conquista islámica de Egipto, y continúa hasta el momento de la muerte del autor.
- al-Manhal al-safi wa'l-mustawfi ba'd al-wafi, un diccionario biográfico de los sultanes, emires, ulemas y otros personajes famosos a partir de comienzos de la dinastía de Bahri. Aproximadamente 3.000 biografías en total.
- Hawadith al-duhur fi mada al-ayyam wa'l-shuhur, una continuación de la historia de al-Maqrizi Suluk li-ma'rifat duwwal al-Muluk.